# Rusticle

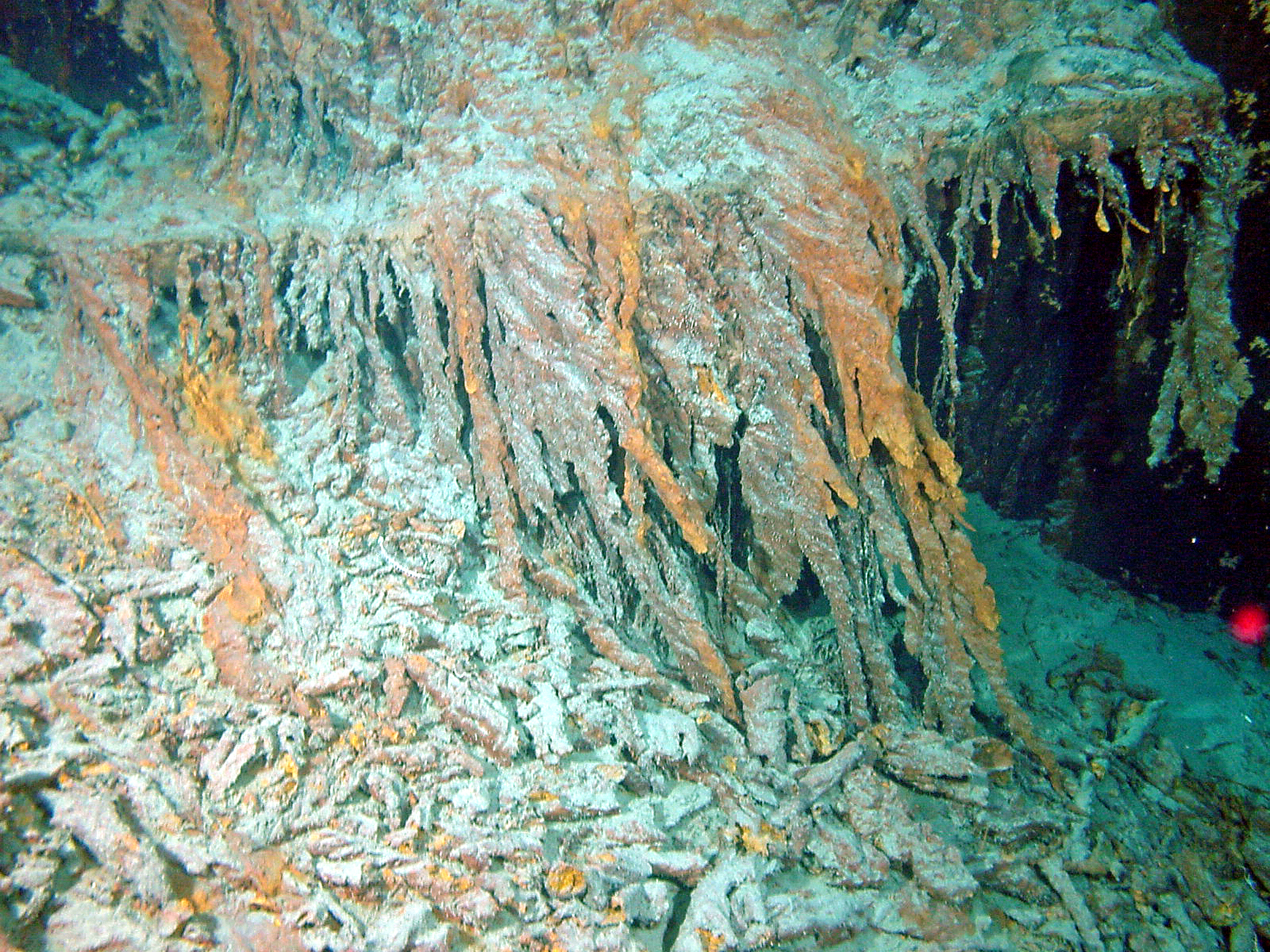
Rusticles détachés sur l'épave du RMS Titanic.

Un rusticle (de l'anglais rust « rouille » et icicle « stalactite de glace ») est la formation de rouille similaire en apparence à une stalactite sous l'eau.
Ce mot porte-manteau est inventé en 1986 par le scientifique Robert Duane Ballard lorsqu'il observe ces coulures de rouille sur l'épave du Titanic.
L'étude microscopique des rusticles a mis en évidence qu'ils sont constitués de millions de canaux parcourus par des nutriments et colonisés par des communautés de champignons et bactéries halophiles anaérobies dont le métabolisme est basé sur l'oxydation du fer, formant ainsi des concrétions d'hydroxydes, de carbonates et d'oxydes de fer. Normalement à grande profondeur, la faible concentration d'oxygène devrait rendre la  formation de rouille très lente mais la présence de ces communautés mutualistes et symbiotes accélère le phénomène car leur métabolisme n'a pas besoin d'oxygène. 27 espèces de bactéries ont été identifiées sur l'épave du Titanic dont une spécifique à ce paquebot, Halomonas titanicae.